# Brooklyn Hispano
O Brooklyn Hispano foi um clube americano de futebol  com sede em Brooklyn, Nova York, que foi membro inaugural da reformada American Soccer League. O clube  se chamou Brooklyn Giants apenas na temporada 1942/43.
O clube hispano competiu na Southern New York State Football Association com várias corridas bem-sucedidas em sua competição pela Copa durante os anos 1920. O clube venceu a competição em 1927 e 1930 como New York Hispano. NY Hispano foi membro da Eastern Soccer League - rival da ASL durante a "guerra do futebol" de 1929-1930.
Após 7 jogos da temporada 1933/34 da ASL, a equipe se fundiu com o Brooklyn FC. A agregação foi rebatizada de Brooklyn Hispano Football Club, que começou a jogar em 21 de janeiro de 1934 e assumiu o histórico do Hispano FC na classificação. 
O clube levou a "dobradinha" em 1943 vencendo o campeonato e a National Challenge Cup. A equipe ganhou a Lewis Cup em 1946.